# Schistura savona
Schistura savona és una espècie de peix de la família dels balitòrids i de l'ordre dels cipriniformes.

## Morfologia
Els mascles poden assolir els 2,4 cm de longitud total.

## Distribució geogràfica
Es troba al Nepal, Índia (Uttar Pradesh) i Bangladesh.